# 제8기동사단
제8기동사단(第八機動師團, The 8th Maneuver Division, 상징명칭: 오뚜기부대)는 대한민국 육군의 기동사단이다. 제7기동군단의 예하 부대로서 배속되어 있다. 경례구호는 대한민국 육군 표준 구호인 '충성' 대신 '돌격'을 붙인다.

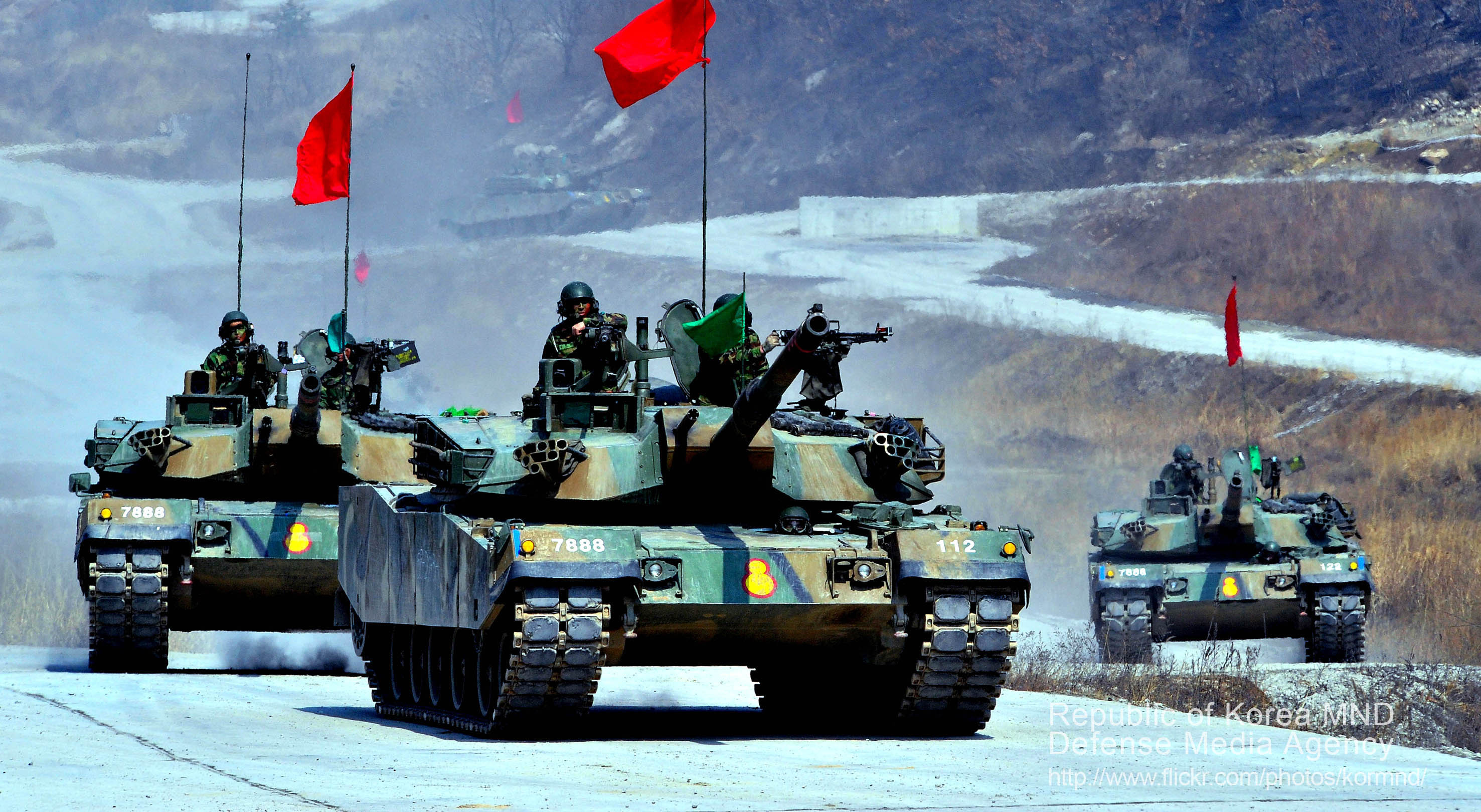
공지합동훈련 중인 제8기동사단 소속 전차들의 모습

## 역사
육본 일반명령 제26호에 따라 10보병연대를 기반으로 1949년 6월 20일 강원도 강릉시에서 창설되었다. 같은해 7월 5일 21연대를 편입했다. 대한민국 육군 6번째 기계화보병사단이다.
2010년 12월 20일, 16보병연대가 기계화보병여단으로 개편되었다.
2011년 12월 1일, 제8보병사단은 기계화보병 부대로 전환을 끝마쳤으며, 수도방위사령부의 19전차대대가 16기계화보병여단으로 예속전환되었다.
2016년 12월 1일 종래의 제5군단에서 제7군단으로 이관되었다.
2018년 11월 30일 제26기계화보병사단을 통합하여 통합 8사단으로 출범하여 사단 본부를 양주시로 이전했다.
2019년 12월 1일 수도기계화보병사단의 제1기갑기계화보병여단이 제8기동사단의 예하부대로 예속전환되었다.
2021년 1월 1일 8기계화보병사단에서 8기동사단으로 변경되었다.

## 기념비
2001년 9월 14일 강원특별자치도 강릉시 교2동 118번지에 위치한 철도결지공원에 건립되어 있다. 6.25전쟁 당시에 전사한 사단 장병의 넋을 위로하기 위해 제8보병사단참전전우회에서 비석을 만들었으며, 23사단에서 관리하고 있다.

## 편성
- 사단본부
- 제1기갑기계화보병여단 "번개"
  - 제101기계화보병대대 "진호"
  - 제122기계화보병대대 "두코"
  - 제137기계화보병대대 "차돌"
  - 군수지원대대 "천둥"
- 제60기계화보병여단 "독수리"
  - 제26전차대대 "악어"
  - 제32전차대대 "강병"
  - 제107기계화보병대대 "코뿔소"
  - 군수지원대대
- 제73기계화보병여단 "불무리"
  - 제57전차대대 "백호"
  - 제123기계화보병대대 "비호"
  - 제125기계화보병대대 "맹호"
  - 군수지원대대
- 포병여단
  - 제50포병대대 (222포병대대에서 명칭 변경)
  - 제95포병대대 (631포병대대에서 명칭 변경)
  - 제228포병대대
  - 제231포병대대
- 사단 직할대
  - 본부근무대
  - 정보대대[내용 2]
  - 공병대대
  - 정보통신대대
  - 기갑수색대대
  - 화생방지원대대
  - 방공대대
  - 군수지원대대
  - 의무근무대
  - 군사경찰대
  - 보충중대
  - 신병교육대 (10연대 1대대에서 직할대로 변경, 2018년 7월 26일 완전 해체)

## 출신 인물
- 안성기
- 한윤성
- 이휘재
- 차인표
- 강타
- 윤진영
- 류한
- 노태우 21연대 연대장. 대한민국 대통령
- 조달환
- 세븐 (가수)
- 이준 (배우)
- 용훈 (원위)
- 효진 (가수)

## 같이 보기
- 대한민국 육군

### 내용주
1. ↑  표준어는 '오뚝이'이지만 사단 전통상 '오뚜기'라는 표기가 과거부터 이어져내려와 현재까지 유지되고 있다.
2. ↑  구 사단 정찰대

### 참조주
1. ↑  최영호 (2008년 9월 19일). “제8사단 참전 전몰장병 추모행사 참석”. 강원신문. 2011년 9월 10일에 확인함.